# Michal Ježdík
Michal Ježdík (Praga, 4 agosto 1963) è un ex cestista e allenatore di pallacanestro ceco, fino al 1992 cecoslovacco.

## Carriera
Con la Cecoslovacchia ha disputato i Campionati europei del 1991.